# Əfsər Cavanşirov
Əfsər Bayram oğlu Cavanşirov (auch Äfsär Cavanşirov, russisch Афсар Байрам-оглы Джаванширов;* 8. November 1930 in Horadiz, Aserbaidschanische SSR, Sowjetunion; † 20. Mai 2005 in Baku, Aserbaidschan) war ein sowjetisch-aserbaidschanischer Komponist, Musikpädagoge und Chorleiter.

## Leben
Əfsər Cavanşirov verlor früh seine Eltern. Nach Abschluss der Sekundarschule 1948 besuchte er das Musiqi Texnikum in Baku. Hier war erlernte er das Saiteninstrument Tar in der Klasse von Əmirulla Məmmədbəyov, studierte den Mugham in der Klasse von Əhməd Bakıxanov (1892–1973) und Musiktheorie bei Boris Issaakowitsch Seidman (1908–1981). Nach seinem Abschluss 1952 studierte er am Staatliche Konservatorium Aserbaidschans in Baku. Hier besuchte er die Kompositionsklasse des damaligen Direktors Cövdət Hacıyev und komponierte zwei symphonische Gedichte, eine Sonatine, ein Streichquartett und diverse Romanzen. 1958 wurde er graduiert. Von 1958 bis zu seinem Lebensende leitete er den Kinderchor Bənövşə des Staatlichen aserbaidschanischen Fernsehen und Rundfunks. In der fast 50 Jahre währenden Zeit als künstlerischer Leiter des Chores umfasste das Repertoire des Chores internationale klassische Chormusik und Volksmusik. Er setzte sich aber auch für die Aufführung der Werke aserbaidschanischer Komponisten ein. Bedeutende aserbaidschanische Künstler sind aus dem Kinderchor hervorgegangen wie Flora Kərimova, Xuraman Qasımova (* 1951), Amalya Pənahova (1945–2018), Ofelya Sənani (* 1941) und die Sängerin Azərin (* 1971). Für seine musikpädagogische Arbeit wurde er mit dem Komsomol-Preis der Republik ausgezeichnet. Des Weiteren wurde ihm der Ehrentitel Qabaqcıl maarif xadimi [Führender Pädagoge] des Bildungsministeriums verliehen. Əfsər Cavanşirov war Mitorganisator von 4 Liederfesten in der Aserbaidschanischen SSR. Bei den Liederfesten III und IV war er Hauptchorleiter und Direktor der Veranstaltungen. Seit 1967 ist er Mitglied des aserbaidschanischen Komponistenverbandes und hier in der Fachabteilung der Musik für Kinder engagiert. Am 18. Mai 1972 wurde er durch den Ehrenerlass des Obersten Sowjets der Sozialistischen Sowjetrepublik Aserbaidschan Azərbaycan SSR Ali Sovetinin Fəxri fərmanı ausgezeichnet und am 1. Dezember 1982 wurde ihm der Ehrentitel Volkskünstler der Aserbaidschanischen SSR verliehen.

## Werke (Auswahl)
Əfsər Cavanşirov komponierte neben sieben Sinfonien das Sinfonische Gedicht Ən əziz ad, die Kantate Gəncliyin səsi, die Ouvertüre für Volksinstrumenteorchester Azərbaycan Vətənim mənim [Aserbaidschan, mein Mutterland] ein Streichquartett, Romanzen und Chorwerke. Hier lag ein Schwerpunkt auf Werken für Kinderchor.